# О Колчаке, крапиве и прочем
«О Колчаке, крапиве и прочем» ― рассказ русского советского писателя Михаила Шолохова, написанный в 1926 году.

## Публикации
Рассказ «О Колчаке, крапиве и прочем» впервые был опубликован в «Крестьянском журнале», в 1926 году, № 5. Входил в авторский сборник «О Колчаке, крапиве и прочем» (1927) и «Лазоревая степь, Донские рассказы. 1923—1925» (1927).

## Сюжет
В основе сюжета произведения «шутейная» история «бабьего бунта» в донской станице. Главный герой Федот, внешне похожий на адмирала Колчака, отправлен казаками парламентарием к взбунтовавшимся женщинам. Однако бабы, неправильно истолковав слово «амнистия», выпороли Федота крапивой. История завершилась станичным сходом, на котором под протокол было решено: «баб отродя больше не бить и обработать их женисполкому десятину под подсолнухи». Стилистика произведения обусловлена приданной ему формой сказа.

## Персонажи
- Анисим ― сосед главного героя Федота.
- Гришка ― сын главного героя Федота.
- Дуня ― жена Анисима.
- Жена ― безымянная жена Федота.
- Настя ― уроженка хутора, комсомолка. По поручению жениспокома ведёт агитацию среди хуторских женщин, защищая их права.
- Стешка ― председатель в хуторе.
- Стешкина жена ― безымянная жена Стешки.
- Федот ― рассказчик и главный герой по прозвищу «Колчак», женат, имеет двоих детей. После стычки с хуторскими бабами выпорот ими крапивой.

## Адаптации
В 1963 году на Свердловской киностудии по мотивам рассказа был снят короткометражный художественный фильм «Когда казаки плачут». Режиссёр-постановщик Е. А. Моргунов.